# 棘背魚科
棘背魚科（学名：Gasterosteidae）又名刺鱼科，為輻鰭魚綱鲈形目的其中一科，曾分类于独立的棘背魚目。

## 分類

### 種系發生學
本科过去曾被归类于棘背魚目棘背魚亞目，但已知棘背魚目是个多系群，棘背魚亞目的大部分科则与原来鲉形目的杜父鱼亚目亲近，依照2017年《硬骨鱼支序分类法》，由于鲉形目也被整并入狭义的鲈形目，于是本科成了鲈形目、杜父鱼亚目、刺鱼下目的一员。2021年以來後續分類，則將分類層級調整成鮋亞目刺魚總科，
本科屬鱸形目鮋亞目刺魚總科，其演化位置如下：

|  | \| \| 刺魚科 Gasterosteidae \| \| \| \| \| \| 管吻魚科 Aulorhynchidae \| \| \| \| |
|  |                                                                                   |
|  | 裸玉筋魚科 Hypoptychidae                                                          |
|  |                                                                                   |
|  | 刺魚科 Gasterosteidae                                                             |
|  |                                                                                   |
|  | 管吻魚科 Aulorhynchidae                                                           |
|  |                                                                                   |

|  | 刺魚科 Gasterosteidae   |
|  |                         |
|  | 管吻魚科 Aulorhynchidae |
|  |                         |

### 内部分類
棘背魚科下分5個屬，如下：

### 四棘刺魚屬（Apeltes）
- 四棘刺魚（Apeltes auadracus）

### 溪刺魚屬（Culaea）
- 溪刺魚（Culaea inconstans）

### 刺魚屬（Gasterosteus）
- 三刺魚（Gasterosteus aculeatus）
- 鋸刺魚（Gasterosteus crenobiontus）
- （Gasterosteus gymnurus）
- （Gasterosteus islandicus）
- 小頭刺魚（Gasterosteus microcephalus）
- 二棘刺魚（Gasterosteus wheatlandi）

### 多刺魚屬（Pungitius）
- （Pungitius bussei）
- 沼澤多刺魚（Pungitius hellenicus）
- 南方多刺魚（Pungitius kaibarae）
- 光身多刺魚（Pungitius laevis）
- 平腹多刺魚（Pungitius platygaster）
- （Pungitius polyakovi）
- 八棘多刺魚（Pungitius pungitius）
- 中華多刺魚（Pungitius sinensis）
- （Pungitius stenurus）
- 圖們江多刺魚（Pungitius tymensis）

### 海刺魚屬（Spinachia）
- 海刺魚（Spinachia spinachia）